# عمل‌گرایی
عمل‌گرایی یا پراگماتیسم (به فرانسوی: Pragmatisme)، سنتی فلسفی است که کلمات و افکار را ابزارهایی برای پیش‌بینی، حل مسئله و کنش می‌داند، و این ایده که کارکرد اندیشه توصیف، ارایه یا بازتاب واقعیت است را رد می‌کند. عملگرایان عنوان می‌کنند که بیشتر موضوعات فلسفی- همچون ذات دانش، زبان، مفاهیم، معانی، اعتقادات و علوم- را در قالب کارکردهای عملی و موفقیت‌شان بهتر می‌توان نگریست.
این سنت فلسفی در ایالات متحده آمریکا در دهه ۱۸۷۰ آغاز شد. منشأ آن اغلب به فلاسفه‌ای همچون چارلز سندرز پیرس، ویلیام جیمز و جان دیویی منتسب می‌شود. بعدها پیرس عملگرایی را در قاعده عملگرایی اینطور توصیف کرد: «اثرات عملی اغراض یا عینیتی که مفهوم‌سازی می‌کنید را در نظر بگیرید. آنگاه، مفهوم‌سازی شما از آن اثرات همه مفهوم‌سازی شما از آن عینیت است».
در بعضی تحقیقات عملگرایی یکی از پاردایم‌های رقیب با پاردایم تفسیری تلقی شده و به این ترتیب این دیدگاه‌ها دوگانه تحقیقات اثبات‌گرایی و ضد اثبات‌گرایی را زیر سؤال می‌برند.
به معنی فلسفه اصالت عمل است؛ ولی در سیاست بیشتر واقع‌گرایی و مصلحت‌گراییمعنی می‌دهد.در علوم سیاسی، مصلحت‌گرایی یا pragmatism مشی یا نظریه‌ای است که با پرهیز از آرمان‌گرایی بر عمل سیاسی براساس مقتضیات وقت تأکید دارد.
پراگماتیسم روشی در فلسفه است که با اعتراف به غیرممکن بودن اثبات بعضی مسائل، آن‌ها را با توجّه به کاربردشان در زندگی انسان می‌پذیرد. طرفداران این شیوه، خود را عمل‌گرا و متسامح می‌دانند. مخالفان، این گروه را میانه‌رو (یا محافظه‌کار) می‌خوانند. از دیدگاه پراگماتیسم، کلیه تصورات، مفاهیم، قضاوت‌ها و نظرات ما قواعدی برای «رفتار» (پراگمای) ما هستند، اما «حقیقت» آن‌ها تنها در سودمندی عملی آن‌ها برای زندگی ما نهفته است. از دیدگاه پراگماتیسم، معیار حقیقت، عبارت است از سودمندی، فایده، نتیجه و نه انطباق با واقعیت عینی. در واقع حقیقت هر چیز به وسیلهٔ نتیجه نهائی آن اثبات می‌شود.
دولتمردان و سیاستمداران «پراگماتیست» به کسانی گفته می‌شود که امکانات عملی و مصلحت روز را بر معتقدات خود مقدم می‌شمارند و به عبارت دیگر برای پیشرفت مقاصد خود یا ماندن بر مسند قدرت، انعطاف نشان می‌دهند.

## تاریخچه
پراگماتیسم فلسفه‌ای است که اول بار در آمریکا پدید آمد و در تفکر و حیات عقلی این سرزمین تأثیر زیادی بر جای گذاشت. این فلسفه در اواخر قرن نوزدهم با متفکرانی نظیر چارلز سندرس پرس، ویلیام جیمز و سپس جان دیویی به ظهور رسید. در واقع، هرچند این ویلیام جیمز بود که اولین بار از این اصطلاح در متون فلسفی استفاده کرد، اما خود ویلیام جیمز اعتبار وضع این اصطلاح را به چارلز سندرس پرس می‌دهد. مشهور است که چارلز سندرس پرس در بحث‌هایش در باشگاه متافیزیکی این اصطلاح را به کار می‌برد. باشگاه متافیزیکی انجمنی فلسفی بود که الیور وندل هولمز، ویلیام جیمز و چارلز سندرس پرس در سال ۱۸۷۲ میلادی در کمبریچ ماساچوست ایجاد کردند.چارلز سندرس پرس در بحث‌های رخ داده در این باشگاه این اصطلاح را به کار می‌برد اما این ویلیام جیمز بود که آن را وارد متون فلسفی کرد. ویلیام جیمز در کتاب پراگماتیسم این‌طور می‌نویسد:
«این اصطلاح [”پراگماتیسم“] از واژهٔ یونانی [πραγμα] به معنای کنش مشتق شده است؛ که واژه‌های «عمل» و «عملی» در زبان ما نیز از آن می‌آیند. چارلز سندرس پرس در سال ۱۸۷۸ میلادی آن را وارد فلسفه کرد. آقای پرس در مقاله‌ای تحت عنوان «چگونه ایده‌های خود را وضوح بخشیم» در نشریهٔ «ماهنامهٔ دانش عامه» در ماه ژانویهٔ آن سال بعد از اشاره به این امر که باورهای ما در واقع قواعدی برای کنش‌اند، گفت که برای بسط معنای یک اندیشه/باور، ما تنها بایستی تعیین کنیم آن اندیشه/باور چه رفتاری را موجب می‌شود: در نظر ما آن رفتار تنها معنای آن باور/اندیشه است؛ و حقیقت آشکار در پس تمایزات فکری ما، هر چقدر هم باریک و ظریف، این است که صرفاً آنهایی‌شان به کار می‌آیند که مشتمل بر تفاوتی احتمالی در عمل باشند؛ بنابراین، اگر بخواهیم نسبت به شیئی/ابژه‌ای به وضوح کامل در افکارمان دست یابیم، صرفاً بایستی بررسی کنیم که آن شیئی/ابژه منشأ چه تأثیرات قابل تصوری بر عمل می‌شود—چه تأثیراتی را بر حواس باید از آن انتظار داشته باشیم، و برای چه عکس‌العمل‌هایی باید خود را آماده کنیم. پس تصور ما از این تأثیرات، خواه بلاواسطه یا با فاصلهٔ زمانی، در نظر ما از آن شیئی/ابژه است؛ اگر آن تصور اصولاً معنای ایجابی‌ای داشته باشد.// این اصل پرس است، اصل پراگماتیسم. این اصل تقریباً به مدت بیست سال از سوی همه نادیده گرفته شد، تا اینکه من، در سخنرانی‌ای در انجمن فلسفی پروفسور هوویسون در دانشگاه کالیفورنیا، آن را دوباره پیش کشیدم…
البته باید گفت که بعدها میان چارلز سندرس پرس و ویلیام جیمز بر سر دلالت‌های این جریان فلسفی اختلافاتی پیش آمد. مشخصا، چارلز سندرس پرس چندان با تفاسیری که ویلیام جیمز از پراگماتیسم ارائه می‌کرد موافق نبود. این اختلاف نظر را می‌توان تا حدی ناشی از جهت‌گیری‌های منطقی چارلز سندرس پرس و تمایلات روانشناختی ویلیام جیمز دانست. این اختلاف نظر به زمان حال نیز کشیده است و برخی از پراگماتیست‌های معاصر خود را پیرو چارلز سندرس پرس و برخی خود را دنباله رو ویلیام جیمز می‌دانند.
به نظر این متفکران، پراگماتیسم انقلابی است علیه ایده‌آلیسم (آرمان‌گرایی) و کاوشهای عقلی محض که هیچ فایده‌ای برای انسان ندارد، در حالی که فلسفه پراگماتیسم، روشی است درحل مسائل عقلی که می‌تواند در سیر ترقی انسان بسیار سودمند باشد.
ریچارد رورتی، فیلسوف آمریکایی، به سنت فلسفی پراگماتیسم آمریکایی تعلق داشت؛ ولی این فلسفه در کشور انگلستان با اقبال بیشتری مواجه شد و معروف است مبنای فلسفی آموزش و پرورش انگلستان شده است.
مثلاً دین از نظر فلسفه مدرن جای بحث ندارد چون علمی نیست ولی پراگماتیسم آن را با توجه به کاربردش که فوایدی هم برای بشر دارد (اخلاقی، اجتماعی و غیره)، می‌پذیرد.

## فلسفه پراگماتیسم
واژه پراگماتیسم مشتق از لفظ یونانی (pragma) و به معنی عمل است. این واژه اول بار توسط چارلز سندرز پرس (Charles sanders pierce)، منطق دان آمریکایی به کار برده شد. مقصود او از به کاربردن این واژه، روشی برای حل کردن و ارزشیابی مسائل عقلی بود.
اما به تدریج معنای پراگماتیسم تغییر کرد.
اکنون، پراگماتیسم به نظریه‌ای مبدل شده که می‌گوید:
حقیقت، چیزی است که از دیدگاه انسان، خوب باشد. به سخن دیگر، پراگماتیسم یعنی اینکه دربارهٔ هر نظریه یا آموزه‌ای باید بر پایه نتایجی که از آن به دست می‌آید، داوری کرد. به نظر پراگماتیست‌ها، اگر عقیده‌ای به نتیجه خوب و کارآمد برای انسان بینجامد، باید آن را حقیقی قلمداد کرد. حقیقت چیزی نیست که مستقل و مجرد از انسان وجود داشته باشد.
تا قبل از این، نظریه اصلی و رایج دربارهٔ حقیقت این بود که حقیقت امری است جدا از انسان؛ چه کسی آن را بشناسد، چه نشناسد.
اما پراگماتیسم قائل به این شد که حقیقت امر جدایی از انسان نیست؛ بلکه تنها دلیل برای اینکه یک نظر درست و حقیقی است و یک نظر، باطل و خطا، این است که اولی در عمل به درد انسان بخورد و برای او کارآمد و مؤثر باشد و دیگری چنین نباشد. به این ترتیب، معنای صدق قضیه در پراگماتیسم تغییر یافت. صدق هر گزاره، فقط توسط نتایج عملی آن سنجیده می‌شود نه در مقایسه با واقعیت خارجی. یک فکر یا عقیده تا وقتی که فقط عقیده است، به خودی خود نه صحیح است و نه غلط؛ بلکه فقط در جریان آزمایش و کاربرد عملی آن است که برحسب نتایجی که از آن نظر گرفته می‌شود، صادق یا کاذب می‌شود.
مثلاً دین از نظر فلسفه مدرن جای بحث ندارد چون علمی نیست ولی پراگماتیسم آن را با توجه به کاربردش که فوایدی هم برای بشر دارد (اخلاقی، اجتماعی و غیره)، می‌پذیرد.
در نظر مکتب پراگماتیسم، افکار و عقاید همچون ابزارهایی هستند برای حل مسائل و مشکلات بشر؛ تا زمانی که اثر مفیدی دارند، صحیح و حقیقی‌اند و پس از آن غلط و خطا می‌شوند. به این ترتیب عقیده‌ای ممکن است مدتی به کار آید و مؤثر شود و از این رو فعلاً حقیقی است؛ لیکن بعداً ممکن است نتایج رضایت‌بخش نداشته باشد و آن موقع، به نظریه‌ای باطل و خطا تبدیل می‌گردد.
بنابراین، حقیقت چیزی ساکن و تغییرناپذیر نیست؛ بلکه با گذشت زمان، توسعه و تحول می‌یابد. آنچه در حال حاضر صادق است، ممکن است در آینده صادق نباشد؛ زیرا در آینده، افکار و نظریات دیگری بر حسب شرایط و اوضاع جدید، حقیقی شده و متداول می‌گردند. تمام امور تابع نتایج است و بنابر این، حق امری است نسبی؛ یعنی وابسته به زمان، مکان و مرحله معینی از علم و تاریخ است.
ما هیچ زمان به حقیقت مطلق نخواهیم رسید؛ زیرا علم ما، مسائل ما و مشکلات ما همیشه در حال تغییر است و در هر مرحله، حقیقت، آن چیزی خواهد بود که ما را قادر می‌سازد تا به نحو رضایت‌بخش، مسائل و مشکلات جاری آن زمان را بررسی و حل کنیم.

## تأثیرداروینیسمدر عملگرایی
عملگراها به شدت از نظریه تکامل چارلز داروین الهام گرفته‌اند و انسان به عنوان حیوانی در میان سایر حیوانات دیده می‌شود. انسان جایگاه خاصی در جهان ندارد. عقل بشری قوه خاصی نیست که بتواند در دل واقعیت نفوذ کند، بلکه چیزی است که فقط هدفش حل مسائل عملی است؛ بنابراین آنها با انسان‌محورها مخالفت می‌کنند.